# Chakoska
Chakoska è un dipinto a olio su tela (81 x45 cm) realizzato nel 1917 dal pittore italiano Amedeo Modigliani.
È esposto presso il Museo d'Arte di San Paolo in Brasile.
Questo è stato il primo dei numerosi ritratti di Lunia Chakoska, la moglie dell'amico di infanzia di Léopold Zborowski, mercante e mecenate di Modigliani.